# Ward Cyclecar Company
Ward Cyclecar Company war ein US-amerikanischer Hersteller von Automobilen.

## Unternehmensgeschichte
Ward Butler war ab Sommer 1913 im Automobilbau aktiv. Er stellte in Chicago in Illinois Teile her, aus denen Käufer komplette Fahrzeuge fertigen konnten. Außerdem entstand ein Prototyp eines Komplettfahrzeugs.
Anfang 1914 gründete er das Unternehmen in Milwaukee in Wisconsin. Er begann mit der Produktion von Automobilen. Der Markenname lautete Ward. Bis zum Sommer 1914 waren zehn Fahrzeuge fertiggestellt. Pläne beliefen sich auf weitere 100 Fahrzeuge. Dazu kam es offensichtlich nicht mehr. Im gleichen Jahr endete die Produktion.
Es gab keine Verbindung zur Ward Motor Vehicle Company, die zur gleichen Zeit ebenfalls Personenkraftwagen als Ward anbot.

## Fahrzeuge
Butler bezeichnete seine Fahrzeuge als Cyclecars. Allerdings erfüllten sie die Kriterien nicht. Das Fahrgestell hatte 254 cm Radstand und 107 cm Spurweite. Die Aufbauten waren Roadster mit zwei Sitzen nebeneinander.
Die Motoren kamen von Mack Trucks. Die Motorleistung wurde über ein Friktionsgetriebe und Riemen an die Hinterachse übertragen. Model A und Model A-2 hatten einen Zweizylindermotor. 85,725 mm Bohrung und 99,22 mm Hub ergaben 1145 cm³ Hubraum und 9 PS Leistung. Daneben gab es das Model B. Es hatte einen Vierzylindermotor mit 69,85 mm Bohrung, 101,6 mm Hub und 1557 cm³ Hubraum. Der Motor leistete 12 PS. Die Neupreise lagen zwischen 375 und 500 US-Dollar.